# رسائل تل العمارنة

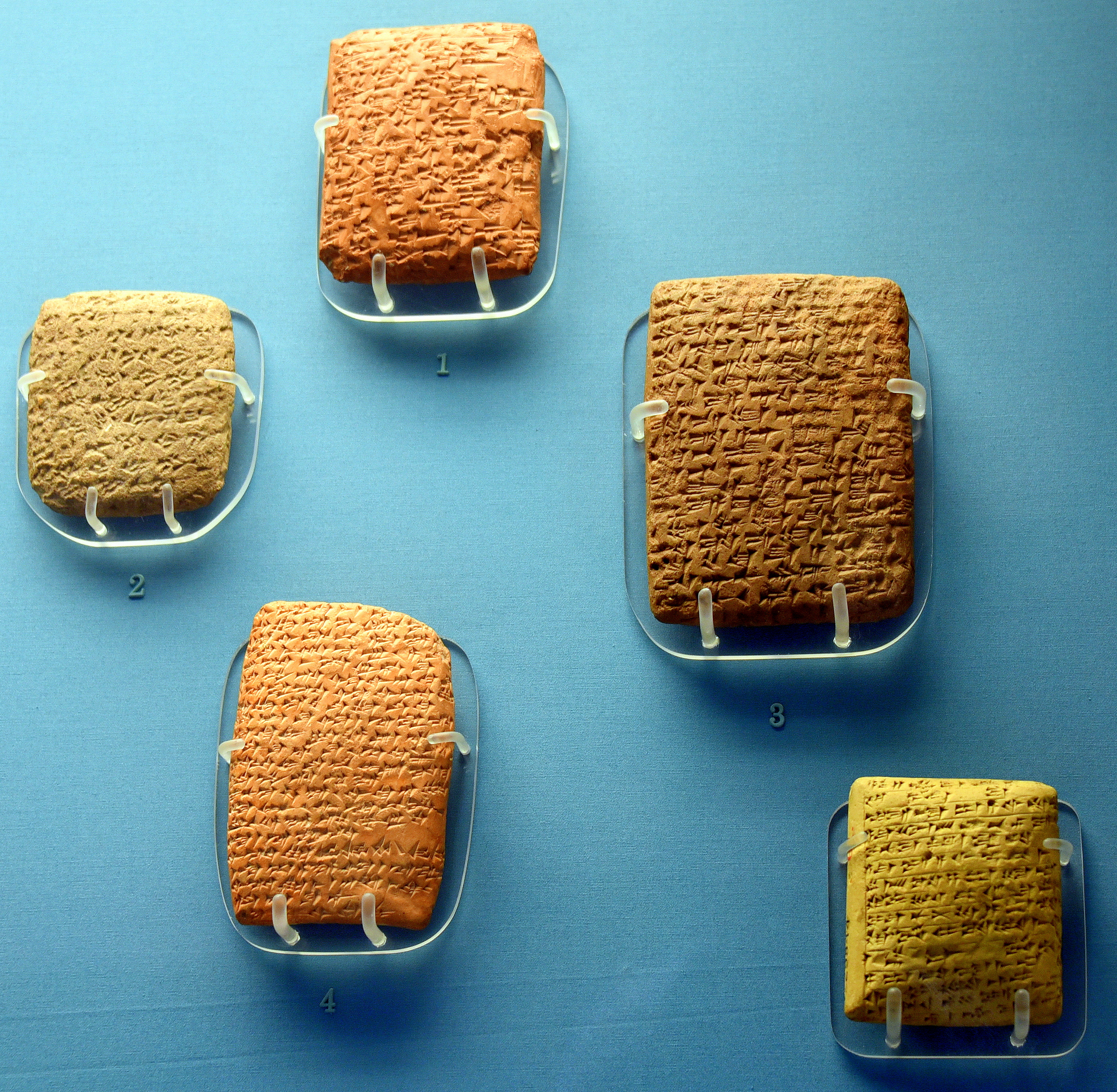
5 من رسائل العمارنة معروضة في المتحف البريطاني - لندن

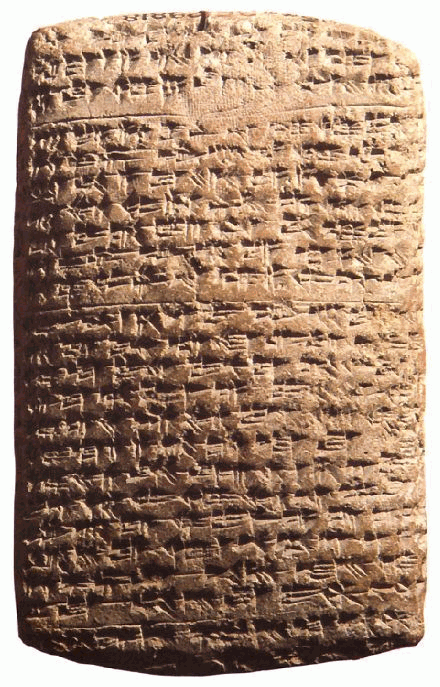
واحدة من رسائل العمارنة

رسائل العمارنة (أو مسارد تل العمارنة أو أرشيف العمارنة) هي مجموعة كبيرة من الرُقم الطينية المكتوبة باللغة الأكادية (البابلية) والخط المسماري، وجدت في أرشيف قصر الملك المصري إخناتون (أمنحوتب الرابع) في مقر حكمه (أخت أتون) في تل العمارنة في مصر.
تتكون الرسائل بشكل أساسي من مراسلات دبلوماسية بين الحكام المصريين وممثليهم في مملكتي كنعان وأمورو أو قادة المملكة المجاورة خلال عصر المملكة المصرية الحديثة بين 1360-1332 قبل الميلاد. عُثر على الرسائل في صعيد مصر في تل العمارنة (وهو الاسم الحديث للعاصمة المصرية القديمة التي أسسها الفرعون أخناتون (1350-130 قبل الميلاد) خلال عهد الأسرة الثامنة عشرة في مصر). اللغة التي كُتبت فيها رسائل العمارنة ليست لغة مألوفة التاريخ المصري، فقد كانت مكتوبة في الغالب بخط يُعرف باسم الأكادية المسمارية، وهو نظام الكتابة الذي كان منتشرًا في بلاد ما بين النهرين القديمة، وليس في مصر القديمة، وقد وُصفت اللغة المستخدمة في الكتابة أحيانًا بأنها لغة مختلطة من الكنعانية والأكادية. تمتد فترة المراسلات المكتوبة لحوالي ثلاثين عامًا. 
يبلغ مجموع الألواح المكتشفة 382 لوح طيني، منها 358 نشرها عالم الحضارة الآشورية النرويجي يورغين كنودتزون في كتابه ألواح تل العمارنة Die El-Amarna-Tafeln، والذي صدر في مجلدين (عامي 1907 و 1915) ولا يزال حتى اليوم يعتبر المرجع الشامل عن هذه الرسائل.
تعتبر رسائل العمارنة ذات أهمية كبيرة للدراسات الكتابية وللسانيات السامية ، لأنها تسلط الضوء على ثقافة ولغة الشعوب الكنعانية في العصور التي سبقت المسيحية. فهذه الرسائل وعلى الرغم من كتابتها باللغة الأكادية فهي تشير إلى اللغة الأم لمن كتبوها والذين كانوا يتحدثون باللغة الكنعانيه في شكلها المبكر. حيث تعتبر الكنعانية هي اللغة التي انحدرت منها فيما بعد اللغة العبرية والفينيقية. تقدم اللغة «الكنعانية» الأولية صورة قيمة عن المرحلة الأولية لتلك اللغات قبل عدة قرون من ظهورها الفعلي الأول.  

## قصة الاكتشاف
في عام 1885م قامت إحدى النسوة بالحفر في تلة العمارنة (التل الأثري لأخت أتون العتيقة) لاستخراج التربة من أجل صناعة الآجر الطيني، وخلال الحفر استخرجت بالصدفة بعض الرُقم المسمارية، لقد اعتقد الباحثون في البداية أن كسر هذه الرقم مزورة، لكنه تبين فيما بعد أنها حقيقية وهي تعرض مراسلات دبلوماسية من عدة ملوك موجهة للملك إخناتون، كثير من هذه المراسلات مصدرها ملوك قليلو الأهمية خضعوا لسياسة إخناتون والذي يمكن اعتباره أحد أشد الملوك الفراعنة رومانسية فقد تحدى سلطة الكهان وألحد بالمعبود الرسمى للبلاد (آمون) وفرض آتون كإله جديد وحاول إنشاء المدينة الفاضلة.

## التنقيب
خلال العامين 1891- 1892 م تمكن پتري (Flinders Petrie) من كشف الأرشيف الملكي في مدينة إخت أتون واكتشف المزيد من الرُقم، حيث وصل عددها المعروف منها 379 حتى اليوم، وقدمت معلومات عن الحلفاء الآسيويين للقصر الملكي. حيث أن أقدم الرسائل يعود لزمن أمنحوتب الثالث (1388- 1351 ق.م). والحديثة تعود لزمن اخناتون (1351- 1334 ق.م)، وكون الرٌقم كانت مغلفة ومصنفة بصناديق خشبية نجد أن أغلبها بلا تاريخ بعد اهتراء المغلف الخشبي وبالتالي يصعب سلسلتها زمنياً.
كل الرسائل مكتوبة باللغة الأكادية عدا ثلاث رسائل، وأحياناً تظهر لهجة (لكنة) محلية لكتابها، فقد كانت اللغة الأكادية (البابلية) لغة التواصل العالمي كما أضحت عليه الآرامية بعدها، وكما اللاتينية في العصور الوسطى.

## استنتاجات
يمكن من خلال هذه الرسائل معرفة السياسة الخارجية لمصر في حينها، فكما تحوي رسائل الملوك الآسيوين كعمونيرا كذلك تحتوي نسخاً من الرسائل المرسلة من البلاط الملكي، بعض الرسائل بسيطة وسطحية منها ترج للملك أن يرسل ذهباً.
يشير بعض الباحثين حول غرابة كون أرشيف القصر الملكي يتكون في معظمه من رسائل ملوك أغراب عن مصر وأمراء تابعين لها خارج حدودها، ويستنتج بعضهم مثل آلدرِد (Cyril Aldred) أن الملك المصري مارس سياسة خارجية بوعي مكنه من السيطرة على تلك الممالك والإمارات من خلال دعمه للملوك الضعفاء وإضعافه للملوك الأقوياء.

## وصلات خارجية
- موسوعة رسائل تل العمارنة، مؤسسة كالفورنيا للدراسات القديمة